# ヴラトコ・ロザノスキ
ヴラトコ・ロザノスキ・“ロザノ”（マケドニア語: Влатко Лозаноски - Лозано / Vlatko Lozanoski - Lozano、1985年6月27日 - ）は、マケドニア共和国の歌手である（マケドニア人、キチェヴォ出身）。エスマ・レジェポヴァとともにユーロビジョン・ソング・コンテスト2013のマケドニア共和国代表に選出され、2013年5月にスウェーデン・マルメで開催される同大会に参加する。

## 来歴
2007年-2008年にタレント番組「マク・ズヴェズディ（Мак Ѕвезди）」に出場したのが芸歴の始まりであった。1か月後にラジオ・フェスティバル「ズヴェズデナ・ノチュ（マケドニア語: Ѕвездена Ноќ）」で優勝を収める。この時歌った楽曲「Vrati Me」はその後ロザノスキの初めてのシングルとして発売される。その後「Obicen Bez Tebe」に次ぐ3枚目のシングル「Vremeto Da Zastane」は、マケドニア最大の音楽祭・マクフェストで2008年10月に審査員より新人賞を受けた。2日後、マクフェストの最終日には視聴者投票により優勝を勝ち取る。2009年2月、同年にロシアで開催されるユーロビジョン・ソング・コンテスト2009のマケドニア共和国代表選考に参加し、「Blisku Do Mene」を歌い、4位入賞となった。2009年6月、モンテネグロ・ブドヴァで開催される「ピェスマ・メディテラナ」に、同年7月にはベラルーシ・ヴィーツェプスクで開催される「ヴィーツェプスク・スラヴャンスキー・バザール」に出場し、後者では2位入賞となった。さらに同年モルドヴァ共和国で開かれるGolden Wingsフェスティバルに参加してマグダレナ・ツヴェトコスカ（Магдалена Цветкоска / Magdalena Cvetkoska）との共演曲「I'm Your Angel」を歌い、2位入賞となる。またこの時最優秀男性歌手に選出された。2010年に初のアルバム『Лозано（Lozano）』が発売される。
2010年にもオスロで開催されるユーロビジョン・ソング・コンテスト2010のマケドニア代表選考に参加して「Letam kon tebe」を歌うが、この時は4位に終わった。2012年12月28日、マケドニア・ラジオ・テレビジョンはロザノスキがエスマ・レジェポヴァとともにスウェーデン・マルメで開催されるユーロビジョン・ソング・コンテスト2013のマケドニア共和国代表に選出されたことを発表した。

## ディスコグラフィー

### アルバム
- Lozano（2010年）

### 受賞歴
- ズヴェズデナ・ノチュ・ラジオ・フェスティバル（マケドニア共和国・オフリド、2008年） - 優勝
- マクフェスト（英語版）（マケドニア共和国、シュティプ、2008年） - 優勝、最優秀新人賞
- スコピエ・フェスト（英語版）（ユーロビジョン・ソング・コンテスト2009マケドニア代表選考、2009年） - 4位
- ピェスマ・メディテラナ（英語版）（モンテネグロ・ブドヴァ、2009年）
- ヴィーツェプスク・スラヴャンスキー・バザール（ベラルーシ・ヴィーツェプスク、2009年） - 2位
- Golden Wings（モルドバ・キシナウ） - 2位、最優秀男性歌手
- MARSラジオ・フェスティバル（マケドニア共和国・スコピエ、2009年） - 視聴者から最もよく聴かれた曲、ラジオで最もよく聴かれた曲
- スコピエ・フェスト（英語版）（ユーロビジョン・ソング・コンテスト2010マケドニア代表選考） - 4位
- ペスニ・モーリャ（Песни моря）（ウクライナ・セヴァストポリ、2010年） - 4位